# Karl August Wittfogel
Karl August Wittfogel (Woltersdorf, 6 de setembro de 1896 — Nova Iorque, 12 de maio de 1988) foi um sociólogo e sinólogo alemão, conhecido por ter formulado uma teoria explicativa das sociedades antigas denominada "hipótese causal hidráulica". A princípio marxista e membro ativo do Partido Comunista da Alemanha, tornou-se um conservador e anticomunista convicto após a Segunda Guerra Mundial.[carece de fontes?]

## Biografia
Karl August Wittfogel nasceu em 6 de setembro de 1896, em Woltersdorf, na Baixa Saxônia alemã. Estudou filosofia, história sociologia e geografia na Universidade de Leipzig e também em Munique, Berlim e Rostock, voltando para Berlim em 1919. Começou a estudar sinologia em Leipzig em 1921, tendo antes sido convocado para lutar na Primeira Guerra Mundial.
Em 1920, filiou-se ao Partido Comunista alemão (KPD) e em 1928 recebeu o título de doutor pela Universidade de Frankfurt, defendendo a tese intitulada A importância econômica das forças produtivas agrárias e industriais na China (Die ökonomische Bedeutung der agrikolen und industriellen Produktivkräfte Chinas). Durante esse tempo, Wittfogel foi um membro bastante ativo do Partido Comunista, tecendo duras críticas aos seus inimigos. Quando Hitler subiu ao poder, em 1933, Wittfogel tentou fugir para a Suíça, mas foi preso. Sua libertação, no ano seguinte, se deu em meio a grande apelo internacional.
Wittfogel deixou a Alemanha para se estabelecer a princípio na Inglaterra e depois nos Estados Unidos. Seu apoio à União Soviética ruiu após a aliança entre Stalin e Hitler, e ele passou a se opor com veemência à natureza totalitária e "asiática" do comunismo russo e chinês, de Lênin a Mao. Voltou-se contra seus antigos camaradas e denunciou alguns deles nas audiências do comitê McCarran, em 1951. Wittfogel passou a defender que as economias guiadas pelo Estado no Bloco Soviético levariam inevitavelmente a governos despóticos ainda mais opressivos do que os da "Ásia tradicional", e que esses regimes seriam as maiores ameaças ao futuro da humanidade.
Wittfogel casou-se com a antropóloga americana Esther Schiff Goldfrank em 1940, tornando-se cidadão americano no ano seguinte. Ele foi professor na Universidade de Columbia a partir de 1930, e depois professor de história da China na Universidade de Washington, de 1947 a 1966. Morreu em 25 de maio de 1988.

## Modo de Produção Asiático
Wittfogel é conhecido pela sua monumental obra Oriental Despotism: A Comparative Study of Total Power (Despotismo oriental: um estudo comparativo do poder total), publicada em 1957. A partir de uma análise marxista das ideias de Max Weber sobre o "Estado oficial burocrático-hidráulico" na China e na Índia e baseando-se na visão cética de Marx no conceito de modo de produção asiático, Wittfogel construiu uma análise do despotismo oriental que enfatizava grandes obras de irrigação e as estruturas burocráticas necessárias para mantê-las, bem como seu impacto na sociedade, cunhando o termo "sociedades hidráulicas" para descrever esse sistema. De acordo com sua teoria, muitas sociedades, principalmente asiáticas, dependiam largamente da construção de obras de irrigação em larga escala. Para tanto, o Estado deveria organizar o trabalho servil forçado a partir do recrutamento da população, o que deveria requerir uma grande e complexa burocracia com oficiais competentes e letrados. Essa organização também deveria ser estruturada de maneira única para reprimir a sociedade civil ou qualquer outra força capaz de se mobilizar contra o Estado. Portanto, tal Estado deveria ser inevitavelmente despótico, poderoso, estável e rico. A teoria dele inclusive é aplicada ao totalitarismo de direita.
Barrington Moore, George Lichtheim, Pierre Vidal-Naquet e Maurice Godelier estão entre os estudiosos que escreveram sobre Wittfogel. Sua teoria tem sido criticada nas últimas décadas, em especial a partir dos estudos arqueológicos que detectaram a ausência de indícios de grandes obras de irrigação no III e II milênio a. C.